# Distretto di Phrom Phiram
Il distretto di Phrom Phiram (in thailandese: พรหมพิราม) è un distretto (amphoe) della Thailandia, situato nella provincia di Phitsanulok.